# Mikhaïl Kouznetsov
Pour les articles homonymes, voir Kouznetsov.
Mikhaïl Nikolaïevitch Kouznetsov (en russe : Михаил Николаевич Кузнецов), né le 14 mai 1985 à Nijni Taguil, est un céiste russe pratiquant le slalom.
Il a gagné une médaille de bronze aux Jeux olympiques de Pékin en 2008.